# Ovunque proteggi
Ovunque proteggi è il sesto album in studio del cantautore italiano Vinicio Capossela, pubblicato nel 2006 dalla Atlantic/Warner Music.
Oltre ad aggiudicarsi la Targa Tenco nel 2006 come migliore album, viene votato, nel 2007, secondo miglior album del 2006 nella categoria "world", dalla rivista Mojo, dietro a Savane di Ali Farka Touré.
L'album è presente nella classifica dei 100 dischi italiani più belli di sempre secondo Rolling Stone Italia alla posizione numero 6.
È stato presentato il 20 gennaio 2006 nella Chiesa di San Carpoforo a Milano.

## Il disco
Registrato nel 2005 prevalentemente nelle Officine Meccaniche di Mauro Pagani, è stato pubblicato a quasi sei anni di distanza dal precedente Canzoni a manovella, sebbene ne sia radicalmente differente. Tra il 2000 ed il 2006, infatti, le uniche uscite del cantautore irpino furono la raccolta L'indispensabile nel 2003 e il libro Non si muore tutte le mattine nel 2004. Nel 2003, a Cabras, iniziarono inoltre le sessions di Canzoni della cupa, ultimate solo nel 2015. Per Ovunque proteggi, l'album è scritto e diretto da Vinicio Capossela, mentre la produzione artistica è ancora insieme a Pasquale Minieri, ex-Canzoniere del Lazio. Inoltre è il primo album in cui Taketo Gohara lavora come tecnico del suono, ma solo in alcune tracce. La copertina e le grafiche dell'album rappresentano Capossela in pelliccia e, nel libretto, con indosso la maschera sarda del su boe, che indosserà sul tour di promozione del disco nei panni del Minotauro (vedasi Brucia Troia). Alcune canzoni, come S.S. dei Naufragati, sono apparse già in precedenza.

## Tracce
1. Non trattare – 6:06
2. Brucia Troia – 4:57
3. Dalla parte di Spessotto – 5:04
4. Moskavalza – 5:33
5. Al Colosseo - Il Rosario de La Carne – 4:09
6. L'uomo vivo – 5:16
7. Medusa cha cha cha – 4:57
8. Nel blu – 5:15
9. Dove siamo rimasti a terra Nutless – 6:16
10. Pena de l'alma – 4:57
11. Lanterne rosse – 5:06
12. S.S. dei naufragati – 8:00
13. Ovunque Proteggi – 6:15

## Le canzoni

### Non trattare
Introdotta dal cupo e solenne suono dei shofàr ebraici, la canzone è tratta dall'omonimo salmo 59 della Bibbia, che con incedere inquietante svela il rapporto di fede ebraico nei confronti di Yahweh. Nella versione dal vivo è anticipata dall'incipit in ebraico di Qoelet, come testimoniato nell'album dal vivo Nel niente sotto il sole - Grand tour 2006.

### Brucia Troia
Ispirata probabilmente al mito di Elena e Paride, parla di Menelao, marito di Elena, che desidera che bruci, insieme alla città di Troia durante l'omonima guerra, anche la moglie adultera, giocando sull'omografia della parola che indica anche volgarmente una donna di facili costumi. Il cantante unisce il mito omerico a quello del Minotauro. Registrata nella grotta di Ispinigoli con un arrangiamento insolitamente hard rock per lo stile del cantautore irpino, contiene una citazione rielaborata alla canzone Quindici uomini sulla cassa del morto dello sceneggiato Rai L'isola del tesoro . La canzone trae inoltre ispirazione dai titoli di testa dell'Edipo Re di Pasolini, nelle parti che recitano "eccola viene, ha quattro braccia e due teste, etc...".

### Dalla parte di Spessotto
Il cantante descrive la vita quotidiana dalla parte di quelle persone, come il protagonista Spessotto, che, per via di aspetti caratteriali poco comuni, sono poco considerate dal resto della società.

### Moskavalza
Il cantante ha definito la canzone "un pezzo techno", e parla della storia russa fino al 1991, citando Vysotskyj, Majakovskij e altri personaggi russi. Viene citata la famosa frase di Ivan il Terribile Due Rome sono cadute, una quarta non sorgerà metà in inglese e metà in russo.

### Al Colosseo - Il Rosario de La Carne
Descrizione cruda dei giochi dell'antica Roma e degli spettacoli violenti che avvenivano nel circo (principalmente gli spettacoli dei gladiatori e le cruente esecuzioni capitali come la damnatio ad bestias e le torture inflitte durante le pene), che si svolgevano in anfiteatri come il Colosseo, nonché evidente omaggio al brano In the Colosseum di Tom Waits, tratto dall'album del 1992 Bone Machine. 

### L'uomo vivo
Dedicata alla festa de "Il Gioia" che si svolge a Scicli. Al culmine della Settimana Santa, il giorno di Pasqua viene festeggiata la Resurrezione di Cristo, detto l'Uomo Vivo, al grido di "Gioia", da cui per antonomasia il Gioia (con l'articolo al maschile). La statua lignea del Cristo, opera settecentesca attribuita a Civiletti e custodita nella Chiesa di Santa Maria La Nova, viene portata in processione per le vie della città e fatta ondeggiare e ballare in segno di gioia per tutto il giorno sino a tarda ora.

### Medusa cha cha cha
Descrive in modo ironico il mito della Medusa, sul ritmo spensierato del cha cha cha. La Medusa di Capossela è una donna che, a causa di un tipo un po' geloso, ha lo sguardo, affascinante ma difettoso, che trasforma gli uomini che la guardano in baccalà, portando la gorgone a desiderare un uomo vero, che non sia sincero, e che la porti a perdere la testa forse non solo metaforicamente.

### Nel blu
Descrizione della vita in modo magico, dove compare molto spesso la parola blu. Questa canzone è quella che più si avvicina a quelle del precedente Canzoni a manovella per via degli arragiamenti orchestrali.

### Dove siamo rimasti a terra Nutless
La canzone ha alcuni tratti presi dal libro del cantante Non si muore tutte le mattine, e la musica in parte ripresa dalla colonna sonora di Ennio Morricone per il film C'era una volta in America. Come spiegato dallo stesso Vinicio in un'intervista, Nutless (protagonista anche di una delle capitolazioni del libro) era il nomignolo storpiato del suo amico chiamato così dallo stesso Capossela in onore del protagonista del film Noodles, film che entrambi avevano apprezzato moltissimo.

### Pena del alma
Una canzone tradizionale messicana, il cui nome originale è Prenda del alma. Capossela stesso è l'autore di questo adattamento in italiano realizzato, come affermato da lui, dopo averne ascoltato ripetutamente la versione dei Los Lobos durante un'intera notte in cui lui stava soffrendo d'amore.

### Lanterne rosse
Un pezzo mistico, con un arrangiamento musicale ispirato alla musica orientale meditativa. Vengono citati elementi asiatici, come l'hu dong e il drago.

### S.S. dei Naufragati
La canzone è basata sul poemetto La ballata del vecchio marinaio di Samuel Taylor Coleridge, ed era già stata incisa nel 2002 per la compliation Matri mia. Essenzialmente uno spoken voice accompagnato da un dimesso violoncello ed un vascello fluttuante in acqua, ripercorre i tratti più salienti del poemetto di Coleridge.

### Ovunque Proteggi
Ovunque proteggi è la canzone che dà il titolo all'album. È una canzone d'amore scritta da Capossela negli anni '90 ma rimasta inedita. Con un tono rilassato e dolce, chiude l'album in maniera opposta a come si era aperto con l'inquietante Non trattare.

## Formazione

### Non trattare
- Vinicio Capossela - chitarra, voce
- Zeno De Rossi - teste di morto, mascella d'asino

- Marc Ribot - chitarra, banjo
- Mario Brunello - violoncello
- Anna Garano - dobro
- Gak Sato - sonagli
- Elia Galante - shofar

### Brucia Troia
- Vinicio Capossela - campanacci di Tonara, corna, tastiera Gem, minotauro
- Vincenzo Vasi - basso
- Zeno De Rossi - tamburo
- Marc Ribot - chitarra preistorica, dobro
- Gaben Dabirè - balafon
- Gavino Murgia - canto a tenores basso

### Dalla parte di Spessotto
- Vinicio Capossela - Farfisa, organo a bottiglie, voce
- Glauco Zuppiroli - contrabbasso, orchestrazioni
- Zeno De Rossi - batteria, teste di morto, grancassa, fischio da naso
- Alessandro Asso Stefana - banjo
- Achille Succi - clarone, clarino
- Giorgio Giovannini - trombone
- Vincenzo Vasi - xilofono, fischi
- Capossela / Sato - Shaba dum dum

- Banda della Posta: Tuttacreta (fisarmonica), Matalena (violino), Rocco Briuolo (mandolino e mmoh)

### Moskavalza
- Vinicio Capossela - voce, tastiera Gem
- Alessandro Asso Stefana - dr. Bohm rhythm machine, chitarra elettrica
- Gak Sato - arrangiamento

### Al Colosseo
- Enrico Bellati - corni
- Ivan Gambini - timpani

### L'uomo vivo (Inno al Gioia)
- Vinicio Capossela - voce
- Corpo Bandistico "A. Busacca" di Scicli (RG) diretto da Giovanni Barone. Concertatori: Carmelo Magro "te lo posso fare" e Massimo Piccione
- Gaetano Santoro - sax baritono
- Giorgio Giovannini - trombone
- Massimo Marcer - tromba

- Zeno De Rossi - piatti
- Roy Paci - grancassa

### Medusa cha cha cha
- Vinicio Capossela - Farfisa, voce
- Zeno De Rossi - guiro, percussioni
- Glauco Zuppiroli, Ares Tavolazzi - contrabbassi
- Marc Ribot - chitarra elettrica Columbia
- Jacob Hernandez - maracas, bongo
- Enrique "Kike" Roman - conga
- Vincenzo Vasi - marimba
- Roy Paci - tromba
- Giorgio Giovannini - trombone
- Gaetano Santoro - sax baritono
- Massimo Marcer - tromba
- Gak Sato - theremin
- Georgeanne Kalweit - medusa

### Nel blu
- Vinicio Capossela - piano grand, voce
- Christopher Wonder "the big Ta da" - scimmietta meccanica

### Dove siamo rimasti a terra Nutless
- Vinicio Capossela - piano grand, voce, telefono
- Ares Tavolazzi - contrabbasso
- Zeno De Rossi - batteria
- Marc Ribot - banjo, chitarra elettrica
- Fabio Prima - susafon
- Gak Sato - gamelan
- Mario Brunello - violoncello
- Sauro Berti - corno di d'assetto, clarinetto basso
- Enrico Bellani - corno francese
- Edodea String Quartet di Edoardo De Angelis
- Wu Wei - har hu (violino cinese)
- Dixie Jambalaya: Luciano Invernizzi - trombone, Vittorio Castelli - clarinetto, Fabrizio Cattaneo - tromba

### Pena del Alma
- Vinicio Capossela - piano a muro, gong delle nuvole
- Glauco Zuppiroli - guitarron
- Alessandro "Asso" Stefana - chitarra
- Vincenzo Vasi - cantante occulto

### Lanterne Rosse
- Vinicio Capossela - Duysen piano, gong delle nuvole
- Wu Wei - sheng, har hu, xun

### S.S. dei Naufragati
- Vinicio Capossela - voce
- Mario Brunello - violoncello, primo vascello
- Stefano Nanni - armonio
- Vincenzo Vasi - theremin
- Coro della Cappella di San Maurizio (Milano)

### Ovunque proteggi
- Vinicio Capossela - piano grand, voce, armonio indiano
- Glauco Zuppiroli - contrabbasso
- Zeno De Rossi - batteria
- Marc Ribot - rhythm guitar
- Alessandro Asso Stefana - dobro

- Jacob Hernandez - clave
- Gabriel Tenorio - chitarra slide
- Angeli della Cappella di San Maurizio (Milano)